# Carlos Pavón
Carlos Alberto Pavón Plummer (El Progreso, 9 ottobre 1973) è un allenatore di calcio ed ex calciatore honduregno, di ruolo attaccante.

## Carriera

### Club
Inizia a giocare a calcio in Honduras, nelle giovanili del Real España. Sempre in questa squadra avverrà il suo esordio tra i professionisti. Gioca in questa squadra dal 1992 al 1994.
Nel 1995, a ventidue anni, Pavón si misura con la Liga col Real Valladolid. Nella sua stagione riuscirà ad entrare in campo 9 volte senza mai segnare. Pavón decide quindi di tornare nel centroamerica, questa volta tra i messicani del Club Necaxa.
In Messico gioca prima nel Necaxa, dove segnerà 7 gol in 29 partite e successivamente si trasferisce all'Atletico Celaya. Al termine della sua avventura con l'Atlético Celaya, avrà segnato 34 gol in 57 partite. Dopo questa esperienza, si trasferisce al Monarcas Morelia.
Passa così alla società italiana dell'Udinese. Esordisce nell'agosto del 2001 in Serie A con un gol alla prima gara, e gioca poi altre partite.
Pochi mesi dopo, nel gennaio 2002, durante il mercato di riparazione, il Napoli, allora in Serie B, lo acquista nell'ambito della cessione di Marek Jankulovski all'Udinese; Pavón, infatti, più 6 miliardi di lire, più il prestito di Esteban López, più la metà di Fábio César Montezine è la contropartita dell'affare. In Campania, oltre a rimediare un infortunio nell'ottobre 2002, gioca poche partite e nessun gol nella squadra che si salva dalla retrocessione in Serie C1 all'ultima giornata.
Nel giugno del 2003 il calciatore, svincolato da termini contrattuali, decide di accettare le offerte che arrivano nuovamente dal Messico.
Pavón torna in Messico, precisamente al Cruz Azul. Giocherà 13 partite e metterà a segno 3 gol. Dopo la stagione col Cruz Azul, si trasferisce in Guatemala, al Comunicaciones, dove segna 19 gol in 34 partite. Dopo questa parentesi in Guatemala, tornerà alla squadra che lo aveva lanciato, il Real España: gioca quindi 20 partite segnando 15 gol.
Nell'estate del 2007, dopo esser stato capocannoniere in Gold Cup con la sua Nazionale, firma un contratto con i Los Angeles Galaxy. Nella Major League Soccer inizia segnando 3 gol in 6 partite.
Nei primi mesi del 2008 decide di tornare in Honduras, al Real España, nella squadra che per due volte lo ha avuto fra i tesserati. Nei primi mesi del 2009 si trasferisce nuovamente in Messico, al Necaxa, e dopo 9 presenze e zero gol torna al Real España.
Il 10 gennaio 2015 si è ritirato dal calcio giocato disputando un'amichevole tra il Real España e il Barcelona Sporting Club.

### Nazionale
Punto fermo dal 1993 della Nazionale del suo paese, con i suoi gol contribuisce alla seconda qualificazione honduregna alla fase finale di un mondiale, dopo quello di Spagna 1982. I centroamericani, grazie alle sue reti, si qualificano infatti per Sudafrica 2010.

## Statistiche

### Cronologia presenze e reti in nazionale
| Cronologia completa delle presenze e delle reti in nazionale ― Honduras | Cronologia completa delle presenze e delle reti in nazionale ― Honduras | Cronologia completa delle presenze e delle reti in nazionale ― Honduras | Cronologia completa delle presenze e delle reti in nazionale ― Honduras | Cronologia completa delle presenze e delle reti in nazionale ― Honduras | Cronologia completa delle presenze e delle reti in nazionale ― Honduras | Cronologia completa delle presenze e delle reti in nazionale ― Honduras | Cronologia completa delle presenze e delle reti in nazionale ― Honduras |
| Data                                                                    | Città                                                                   | In casa                                                                 | Risultato                                                               | Ospiti                                                                  | Competizione                                                            | Reti                                                                    | Note                                                                    |
| ----------------------------------------------------------------------- | ----------------------------------------------------------------------- | ----------------------------------------------------------------------- | ----------------------------------------------------------------------- | ----------------------------------------------------------------------- | ----------------------------------------------------------------------- | ----------------------------------------------------------------------- | ----------------------------------------------------------------------- |
| 17-7-1993                                                               | Dallas                                                                  | Honduras                                                                | 0 – 1                                                                   | Stati Uniti                                                             | Gold Cup 1993 - 1º turno                                                | -                                                                       |                                                                         |
| 8-6-1994                                                                | San Diego                                                               | Brasile                                                                 | 8 – 2                                                                   | Honduras                                                                | Amichevole                                                              | -                                                                       | 62’                                                                     |
| 11-6-1994                                                               | Dallas                                                                  | Honduras                                                                | 0 – 3                                                                   | Corea del Sud                                                           | Amichevole                                                              | -                                                                       | 58’                                                                     |
| 18-10-1995                                                              | Kingston                                                                | Giamaica                                                                | 1 – 0                                                                   | Honduras                                                                | Amichevole                                                              | -                                                                       |                                                                         |
| 29-11-1995                                                              | Santa Ana                                                               | Honduras                                                                | 2 – 0                                                                   | Panama                                                                  | Coppa delle nazioni UNCAF 1995 - 1º turno                               | 1                                                                       |                                                                         |
| 3-12-1995                                                               | Santa Ana                                                               | Honduras                                                                | 2 – 0                                                                   | Guatemala                                                               | Coppa delle nazioni UNCAF 1995 - 1º turno                               | -                                                                       |                                                                         |
| 10-12-1995                                                              | San Salvador                                                            | Honduras                                                                | 3 – 0                                                                   | Guatemala                                                               | Coppa delle nazioni UNCAF 1995 - Finale                                 | 2                                                                       | Uscita                                                                  |
| 22-6-1996                                                               | San Pedro Sula                                                          | Honduras                                                                | 1 – 0                                                                   | Venezuela                                                               | Amichevole                                                              | -                                                                       |                                                                         |
| 24-7-1996                                                               | San Pedro Sula                                                          | Honduras                                                                | 1 – 1                                                                   | Panama                                                                  | Amichevole                                                              | 1                                                                       |                                                                         |
| 28-7-1996                                                               | Tegucigalpa                                                             | Honduras                                                                | 0 – 0                                                                   | Trinidad e Tobago                                                       | Amichevole                                                              | -                                                                       |                                                                         |
| 4-8-1996                                                                | San José                                                                | Costa Rica                                                              | 1 – 1                                                                   | Honduras                                                                | Amichevole                                                              | -                                                                       |                                                                         |
| 7-8-1996                                                                | Panama                                                                  | Panama                                                                  | 2 – 1                                                                   | Honduras                                                                | Amichevole                                                              | -                                                                       |                                                                         |
| 14-8-1996                                                               | San Pedro Sula                                                          | Honduras                                                                | 2 – 1                                                                   | El Salvador                                                             | Amichevole                                                              | -                                                                       |                                                                         |
| 18-8-1996                                                               | Los Angeles                                                             | Honduras                                                                | 1 – 1                                                                   | Guatemala                                                               | Amichevole                                                              | -                                                                       |                                                                         |
| 21-8-1996                                                               | San Salvador                                                            | El Salvador                                                             | 1 – 2                                                                   | Honduras                                                                | Amichevole                                                              | 1                                                                       |                                                                         |
| 25-8-1996                                                               | Tegucigalpa                                                             | Honduras                                                                | 4 – 0                                                                   | Cuba                                                                    | Amichevole                                                              | 1                                                                       |                                                                         |
| 28-8-1996                                                               | San Pedro Sula                                                          | Honduras                                                                | 2 – 2                                                                   | Cuba                                                                    | Amichevole                                                              | -                                                                       |                                                                         |
| 21-9-1996                                                               | San Pedro Sula                                                          | Honduras                                                                | 2 – 1                                                                   | Messico                                                                 | Qual. Mondiali 1998                                                     | 1                                                                       | 46’                                                                     |
| 13-10-1996                                                              | Kingstown                                                               | Saint Vincent e Grenadine                                               | 1 – 4                                                                   | Honduras                                                                | Qual. Mondiali 1998                                                     | -                                                                       | 46’                                                                     |
| 21-10-1996                                                              | Tegucigalpa                                                             | Honduras                                                                | 1 – 1                                                                   | El Salvador                                                             | Amichevole                                                              | 1                                                                       | 46’                                                                     |
| 26-10-1996                                                              | San Pedro Sula                                                          | Honduras                                                                | 0 – 0                                                                   | Giamaica                                                                | Qual. Mondiali 1998                                                     | -                                                                       | 69’                                                                     |
| 1-11-1996                                                               | New York                                                                | Honduras                                                                | 1 – 2                                                                   | Colombia                                                                | Amichevole                                                              | -                                                                       | 77’                                                                     |
| 6-11-1996                                                               | Città del Messico                                                       | Messico                                                                 | 3 – 1                                                                   | Honduras                                                                | Qual. Mondiali 1998                                                     | -                                                                       | 39’                                                                     |
| 17-11-1996                                                              | San Pedro Sula                                                          | Honduras                                                                | 11 – 3                                                                  | Saint Vincent e Grenadine                                               | Qual. Mondiali 1998                                                     | 1                                                                       | 69’                                                                     |
| 28-1-1998                                                               | San Salvador                                                            | El Salvador                                                             | 1 – 1                                                                   | Honduras                                                                | Amichevole                                                              | -                                                                       | 72’                                                                     |
| 1-2-1998                                                                | Oakland                                                                 | Honduras                                                                | 1 – 3                                                                   | Trinidad e Tobago                                                       | Gold Cup 1998 - 1º turno                                                | 1                                                                       | 46’                                                                     |
| 7-2-1998                                                                | Oakland                                                                 | Messico                                                                 | 2 – 0                                                                   | Honduras                                                                | Gold Cup 1998 - 1º turno                                                | -                                                                       |                                                                         |
| 19-3-1999                                                               | San José                                                                | Honduras                                                                | 5 – 1                                                                   | Belize                                                                  | Coppa delle nazioni UNCAF 1999 - 1º turno                               | -                                                                       |                                                                         |
| 21-3-1999                                                               | San José                                                                | Costa Rica                                                              | 0 – 1                                                                   | Honduras                                                                | Coppa delle nazioni UNCAF 1999 - 1º turno                               | 1                                                                       | 83’                                                                     |
| 24-3-1999                                                               | San José                                                                | Honduras                                                                | 3 – 1                                                                   | El Salvador                                                             | Coppa delle nazioni UNCAF 1999 - Girone finale                          | -                                                                       |                                                                         |
| 26-3-1999                                                               | San José                                                                | Costa Rica                                                              | 1 – 2                                                                   | Honduras                                                                | Coppa delle nazioni UNCAF 1999 - Girone finale                          | 1                                                                       | 85’                                                                     |
| 28-3-1999                                                               | San José                                                                | Honduras                                                                | 0 – 2                                                                   | Guatemala                                                               | Coppa delle nazioni UNCAF 1999 - Girone finale                          | -                                                                       |                                                                         |
| 21-5-1996                                                               | Miami                                                                   | Honduras                                                                | 2 – 0                                                                   | Haiti                                                                   | Amichevole                                                              | 2                                                                       |                                                                         |
| 1-12-1999                                                               | Lima                                                                    | Perù                                                                    | 0 – 0                                                                   | Honduras                                                                | Amichevole                                                              | -                                                                       | 40’                                                                     |
| 9-2-2000                                                                | San Pedro Sula                                                          | Honduras                                                                | 5 – 1                                                                   | El Salvador                                                             | Amichevole                                                              | 1                                                                       | Uscita                                                                  |
| 14-2-2000                                                               | Miami                                                                   | Giamaica                                                                | 0 – 2                                                                   | Honduras                                                                | Gold Cup 2000 - 1º turno                                                | 1                                                                       | 90’                                                                     |
| 16-2-2000                                                               | Miami                                                                   | Honduras                                                                | 2 – 0                                                                   | Colombia                                                                | Gold Cup 2000 - 1º turno                                                | 1                                                                       | 88’                                                                     |
| 19-2-2000                                                               | Miami                                                                   | Honduras                                                                | 3 – 5                                                                   | Perù                                                                    | Gold Cup 2000 - Quarti di finale                                        | 1                                                                       | 88’                                                                     |
| 16-4-2000                                                               | Diriamba                                                                | Nicaragua                                                               | 0 – 1                                                                   | Honduras                                                                | Qual. Mondiali 2002                                                     | -                                                                       | 88’                                                                     |
| 7-5-2000                                                                | Tegucigalpa                                                             | Honduras                                                                | 3 – 1                                                                   | Panama                                                                  | Qual. Mondiali 2002                                                     | 2                                                                       |                                                                         |
| 3-6-2000                                                                | San Pedro Sula                                                          | Honduras                                                                | 4 – 0                                                                   | Haiti                                                                   | Qual. Mondiali 2002                                                     | 1                                                                       |                                                                         |
| 17-6-2000                                                               | Port-au-Prince                                                          | Haiti                                                                   | 1 – 3                                                                   | Honduras                                                                | Qual. Mondiali 2002                                                     | -                                                                       | 58’                                                                     |
| 16-7-2000                                                               | San Salvador                                                            | El Salvador                                                             | 2 – 5                                                                   | Honduras                                                                | Qual. Mondiali 2002                                                     | 2                                                                       | 72’                                                                     |
| 23-7-2000                                                               | Kingston                                                                | Giamaica                                                                | 3 – 1                                                                   | Honduras                                                                | Qual. Mondiali 2002                                                     | -                                                                       |                                                                         |
| 16-8-2000                                                               | Tegucigalpa                                                             | Honduras                                                                | 6 – 0                                                                   | Saint Vincent e Grenadine                                               | Qual. Mondiali 2002                                                     | 2                                                                       |                                                                         |
| 2-9-2000                                                                | San Pedro Sula                                                          | Honduras                                                                | 5 – 0                                                                   | El Salvador                                                             | Qual. Mondiali 2002                                                     | 3                                                                       | 61’                                                                     |
| 8-10-2000                                                               | Tegucigalpa                                                             | Honduras                                                                | 1 – 0                                                                   | Giamaica                                                                | Qual. Mondiali 2002                                                     | -                                                                       |                                                                         |
| 22-3-2001                                                               | San Pedro Sula                                                          | Honduras                                                                | 3 – 1                                                                   | Cile                                                                    | Amichevole                                                              | 1                                                                       |                                                                         |
| 28-3-2001                                                               | San Pedro Sula                                                          | Honduras                                                                | 1 – 2                                                                   | Stati Uniti                                                             | Qual. Mondiali 2002                                                     | -                                                                       |                                                                         |
| 25-4-2001                                                               | Kingston                                                                | Giamaica                                                                | 1 – 1                                                                   | Honduras                                                                | Qual. Mondiali 2002                                                     | -                                                                       | 63’                                                                     |
| 23-5-2001                                                               | San Pedro Sula                                                          | Honduras                                                                | 1 – 2                                                                   | Panama                                                                  | Coppa delle nazioni UNCAF 2001 - 1º turno                               | -                                                                       |                                                                         |
| 25-5-2001                                                               | San Pedro Sula                                                          | Honduras                                                                | 10 – 2                                                                  | Nicaragua                                                               | Coppa delle nazioni UNCAF 2001 - 1º turno                               | 3                                                                       |                                                                         |
| 27-5-2001                                                               | San Pedro Sula                                                          | Honduras                                                                | 1 – 1                                                                   | El Salvador                                                             | Coppa delle nazioni UNCAF 2001 - 1º turno                               | -                                                                       |                                                                         |
| 16-6-2001                                                               | Port of Spain                                                           | Trinidad e Tobago                                                       | 2 – 4                                                                   | Honduras                                                                | Qual. Mondiali 2002                                                     | 1                                                                       | 36’ 65’                                                                 |
| 20-6-2001                                                               | San Pedro Sula                                                          | Honduras                                                                | 3 – 1                                                                   | Messico                                                                 | Qual. Mondiali 2002                                                     | 3                                                                       | 32’ 74’                                                                 |
| 1-9-2001                                                                | Washington                                                              | Stati Uniti                                                             | 2 – 3                                                                   | Honduras                                                                | Qual. Mondiali 2002                                                     | 1                                                                       |                                                                         |
| 5-9-2001                                                                | Tegucigalpa                                                             | Honduras                                                                | 1 – 0                                                                   | Giamaica                                                                | Qual. Mondiali 2002                                                     | -                                                                       | 88’                                                                     |
| 7-10-2001                                                               | San Pedro Sula                                                          | Honduras                                                                | 0 – 1                                                                   | Trinidad e Tobago                                                       | Qual. Mondiali 2002                                                     | -                                                                       |                                                                         |
| 11-11-2001                                                              | Città del Messico                                                       | Messico                                                                 | 3 – 0                                                                   | Honduras                                                                | Qual. Mondiali 2002                                                     | -                                                                       | 64’                                                                     |
| 2-5-2002                                                                | Kōbe                                                                    | Giappone                                                                | 3 – 3                                                                   | Honduras                                                                | Kirin Cup 2002                                                          | 2                                                                       |                                                                         |
| 18-2-2004                                                               | Tegucigalpa                                                             | Honduras                                                                | 1 – 1                                                                   | Colombia                                                                | Amichevole                                                              | -                                                                       | 77’                                                                     |
| 31-3-2004                                                               | Kingston                                                                | Giamaica                                                                | 2 – 2                                                                   | Honduras                                                                | Amichevole                                                              | -                                                                       | 60’                                                                     |
| 28-4-2004                                                               | Fort Lauderdale                                                         | Honduras                                                                | 1 – 1                                                                   | Ecuador                                                                 | Amichevole                                                              | 1                                                                       | Uscita                                                                  |
| 2-6-2004                                                                | San Francisco                                                           | Stati Uniti                                                             | 4 – 0                                                                   | Honduras                                                                | Amichevole                                                              | -                                                                       |                                                                         |
| 12-6-2004                                                               | Willemstad                                                              | Antille Olandesi                                                        | 1 – 2                                                                   | Honduras                                                                | Qual. Mondiali 2006                                                     | -                                                                       | 89’                                                                     |
| 19-6-2004                                                               | San Pedro Sula                                                          | Honduras                                                                | 4 – 0                                                                   | Antille Olandesi                                                        | Qual. Mondiali 2006                                                     | 1                                                                       | 63’                                                                     |
| 28-7-2004                                                               | Tegucigalpa                                                             | Honduras                                                                | 0 – 0                                                                   | Panama                                                                  | Amichevole                                                              | -                                                                       | 40’                                                                     |
| 4-9-2004                                                                | Edmonton                                                                | Canada                                                                  | 1 – 1                                                                   | Honduras                                                                | Qual. Mondiali 2006                                                     | -                                                                       | 89’                                                                     |
| 8-9-2004                                                                | San Pedro Sula                                                          | Honduras                                                                | 2 – 2                                                                   | Guatemala                                                               | Qual. Mondiali 2006                                                     | -                                                                       | 84’                                                                     |
| 9-10-2004                                                               | San Pedro Sula                                                          | Honduras                                                                | 1 – 1                                                                   | Canada                                                                  | Qual. Mondiali 2006                                                     | -                                                                       |                                                                         |
| 13-10-2004                                                              | Città del Guatemala                                                     | Guatemala                                                               | 1 – 0                                                                   | Honduras                                                                | Qual. Mondiali 2006                                                     | -                                                                       | 70’                                                                     |
| 19-4-2007                                                               | La Ceiba                                                                | Honduras                                                                | 1 – 3                                                                   | Haiti                                                                   | Amichevole                                                              | 1                                                                       |                                                                         |
| 25-5-2007                                                               | Mérida                                                                  | Venezuela                                                               | 2 – 1                                                                   | Honduras                                                                | Amichevole                                                              | 1                                                                       | 69’                                                                     |
| 2-6-2007                                                                | San Pedro Sula                                                          | Honduras                                                                | 3 – 1                                                                   | Trinidad e Tobago                                                       | Amichevole                                                              | -                                                                       | 5’                                                                      |
| 8-6-2007                                                                | East Rutherford                                                         | Panama                                                                  | 3 – 2                                                                   | Honduras                                                                | Gold Cup 2007 - 1º turno                                                | -                                                                       | 66’                                                                     |
| 10-6-2007                                                               | East Rutherford                                                         | Honduras                                                                | 2 – 1                                                                   | Messico                                                                 | Gold Cup 2007 - 1º turno                                                | -                                                                       |                                                                         |
| 14-6-2007                                                               | Houston                                                                 | Cuba                                                                    | 0 – 5                                                                   | Honduras                                                                | Gold Cup 2007 - 1º turno                                                | 4                                                                       | 61’                                                                     |
| 18-6-2007                                                               | Houston                                                                 | Honduras                                                                | 1 – 2                                                                   | Guadalupa                                                               | Gold Cup 2007 - Quarti di finale                                        | 1                                                                       |                                                                         |
| 18-1-2009                                                               | Fort Lauderdale                                                         | Honduras                                                                | 2 – 0                                                                   | Cile                                                                    | Amichevole                                                              | 1                                                                       | 58’                                                                     |
| 22-1-2009                                                               | Tegucigalpa                                                             | Honduras                                                                | 2 – 1                                                                   | Belize                                                                  | Coppa delle nazioni UNCAF 2009 - 1º turno                               | -                                                                       |                                                                         |
| 24-1-2009                                                               | Tegucigalpa                                                             | Honduras                                                                | 4 – 1                                                                   | Nicaragua                                                               | Coppa delle nazioni UNCAF 2009 - 1º turno                               | -                                                                       | 57’                                                                     |
| 26-1-2009                                                               | Tegucigalpa                                                             | Honduras                                                                | 2 – 0                                                                   | Nicaragua                                                               | Coppa delle nazioni UNCAF 2009 - 1º turno                               | 1                                                                       | 18’ 85’                                                                 |
| 30-1-2009                                                               | Tegucigalpa                                                             | Honduras                                                                | 0 – 1                                                                   | Panama                                                                  | Coppa delle nazioni UNCAF 2009 - Semifinale                             | -                                                                       | 55’                                                                     |
| 28-3-2009                                                               | Port of Spain                                                           | Trinidad e Tobago                                                       | 1 – 1                                                                   | Honduras                                                                | Qual. Mondiali 2010                                                     | 1                                                                       | 82’                                                                     |
| 1-4-2009                                                                | San Pedro Sula                                                          | Honduras                                                                | 3 – 1                                                                   | Messico                                                                 | Qual. Mondiali 2010                                                     | 1                                                                       |                                                                         |
| 6-6-2009                                                                | Chicago                                                                 | Stati Uniti                                                             | 2 – 1                                                                   | Honduras                                                                | Qual. Mondiali 2010                                                     | -                                                                       | 66’                                                                     |
| 10-6-2009                                                               | San Pedro Sula                                                          | Honduras                                                                | 1 – 0                                                                   | El Salvador                                                             | Qual. Mondiali 2010                                                     | 1                                                                       | 87’                                                                     |
| 28-6-2009                                                               | Cary                                                                    | Honduras                                                                | 2 – 0                                                                   | Panama                                                                  | Amichevole                                                              | -                                                                       | 46’                                                                     |
| 12-8-2009                                                               | San Pedro Sula                                                          | Honduras                                                                | 4 – 0                                                                   | Costa Rica                                                              | Qual. Mondiali 2010                                                     | 1                                                                       | 72’                                                                     |
| 5-9-2009                                                                | San Pedro Sula                                                          | Honduras                                                                | 4 – 1                                                                   | Trinidad e Tobago                                                       | Qual. Mondiali 2010                                                     | 2                                                                       |                                                                         |
| 9-9-2009                                                                | Città del Messico                                                       | Messico                                                                 | 1 – 0                                                                   | Honduras                                                                | Qual. Mondiali 2010                                                     | -                                                                       |                                                                         |
| 10-10-2009                                                              | San Pedro Sula                                                          | Honduras                                                                | 2 – 3                                                                   | Stati Uniti                                                             | Qual. Mondiali 2010                                                     | -                                                                       |                                                                         |
| 14-10-2009                                                              | San Salvador                                                            | El Salvador                                                             | 0 – 1                                                                   | Honduras                                                                | Qual. Mondiali 2010                                                     | 1                                                                       | 76’                                                                     |
| 14-11-2009                                                              | Tegucigalpa                                                             | Honduras                                                                | 2 – 1                                                                   | Lettonia                                                                | Amichevole                                                              | -                                                                       | 46’                                                                     |
| 18-11-2009                                                              | Miami Gardens                                                           | Honduras                                                                | 1 – 2                                                                   | Perù                                                                    | Amichevole                                                              | 1                                                                       | 76’                                                                     |
| 23-1-2010                                                               | Los Angeles                                                             | Stati Uniti                                                             | 1 – 3                                                                   | Honduras                                                                | Amichevole                                                              | 1                                                                       | 78’                                                                     |
| 3-3-2010                                                                | Istanbul                                                                | Turchia                                                                 | 2 – 0                                                                   | Honduras                                                                | Amichevole                                                              | -                                                                       | 46’                                                                     |
| 1-4-2009                                                                | San Pedro Sula                                                          | Honduras                                                                | 0 – 1                                                                   | Venezuela                                                               | Amichevole                                                              | -                                                                       | 70’                                                                     |
| 27-5-2010                                                               | Villaco                                                                 | Bielorussia                                                             | 2 – 2                                                                   | Honduras                                                                | Amichevole                                                              | -                                                                       | 69’                                                                     |
| 2-6-2010                                                                | Zell am See                                                             | Azerbaigian                                                             | 0 – 0                                                                   | Honduras                                                                | Amichevole                                                              | -                                                                       | 68’                                                                     |
| 5-6-2010                                                                | Sankt Veit an der Glan                                                  | Romania                                                                 | 3 – 0                                                                   | Honduras                                                                | Amichevole                                                              | -                                                                       | 59’                                                                     |
| 16-6-2010                                                               | Nelspruit                                                               | Honduras                                                                | 0 – 1                                                                   | Cile                                                                    | Mondiali 2010 - 1º turno                                                | -                                                                       | 60’                                                                     |
| Totale                                                                  |                                                                         | Presenze (6º posto)                                                     | 102                                                                     |                                                                         | Reti (1º posto)                                                         | 58                                                                      |                                                                         |

| Cronologia completa delle presenze e delle reti in nazionale ― Honduras olimpica | Cronologia completa delle presenze e delle reti in nazionale ― Honduras olimpica | Cronologia completa delle presenze e delle reti in nazionale ― Honduras olimpica | Cronologia completa delle presenze e delle reti in nazionale ― Honduras olimpica | Cronologia completa delle presenze e delle reti in nazionale ― Honduras olimpica | Cronologia completa delle presenze e delle reti in nazionale ― Honduras olimpica | Cronologia completa delle presenze e delle reti in nazionale ― Honduras olimpica | Cronologia completa delle presenze e delle reti in nazionale ― Honduras olimpica |
| Data                                                                             | Città                                                                            | In casa                                                                          | Risultato                                                                        | Ospiti                                                                           | Competizione                                                                     | Reti                                                                             | Note                                                                             |
| -------------------------------------------------------------------------------- | -------------------------------------------------------------------------------- | -------------------------------------------------------------------------------- | -------------------------------------------------------------------------------- | -------------------------------------------------------------------------------- | -------------------------------------------------------------------------------- | -------------------------------------------------------------------------------- | -------------------------------------------------------------------------------- |
| 7-8-2008                                                                         | Qinhuangdao                                                                      | Honduras olimpica                                                                | 0 – 3                                                                            | Italia olimpica                                                                  | Olimpiadi 2008 - 1º turno                                                        | -                                                                                |                                                                                  |
| 10-8-2008                                                                        | Qinhuangdao                                                                      | Camerun olimpica                                                                 | 1 – 0                                                                            | Honduras olimpica                                                                | Olimpiadi 2008 - 1º turno                                                        | -                                                                                | 52’                                                                              |
| Totale                                                                           |                                                                                  | Presenze                                                                         | 2                                                                                |                                                                                  | Reti                                                                             | 0                                                                                |                                                                                  |

## Palmarès

### Club
- Coppa dell'Honduras: 1

Real Espana: 1992
- Campionato honduregno: 4

Real Espana: 1993-1994, Apertura 2003-04, Clausura 2006-07, Apertura 2010-11
- Campionato messicano: 1

Monarcas: Invierno 2000

### Nazionale
- Coppa centroamericana: 2

1993, 1995

### Individuale
- Capocannoniere della CONCACAF Gold Cup: 1

2007